# Bruty
Bruty é um município da Eslováquia, situado no distrito de Nové Zámky, na região de Nitra. Tem 20,53 km² de área e sua população em 2018 foi estimada em 592 habitantes.

## Demografia
| Ano:        | 1994 | 2004   | 2014    | 2024 |
| ----------- | ---- | ------ | ------- | ---- |
| Broj ljudi: | 734  | 681    | 605     | 605  |
| Razlika:    |      | -7,22% | -11,16% | +0%  |

| Ano:               | 2023 | 2024   |
| ------------------ | ---- | ------ |
| Número de pessoas: | 608  | 605    |
| Diferença:         |      | -0,49% |